# Vida indigna de ser vivida
A frase "vida indigna de ser vivida" (em alemão: Lebensunwertes Leben) era uma designação nazista para os segmentos da população que, de acordo com o regime nazista, não tinham direito de viver. Estes indivíduos eram escolhidos para serem eutanasiados pelo Estado. O termo incluía pessoas com problemas médicos graves e aquelas consideradas grosseiramente inferiores de acordo com a política racial da Alemanha Nazista. Este conceito formou um componente importante da ideologia nazista e acabou ajudando a formar o Holocausto. É semelhante, mas mais restritiva do que o conceito "Untermensch" (subumanos), pois nem todos os "subumanos" eram considerados indignos de vida (os eslavos, por exemplo, eram considerados úteis para o trabalho escravo).
O programa de eutanásia foi oficialmente adotado em 1939 e ocorreu por decisão pessoal de Adolf Hitler. Ele cresceu em extensão e escopo do Aktion T4, terminando oficialmente em 1941 quando protestos públicos pararam o programa, por meio da Aktion 14f13 contra presidiários de campos de concentração. A eutanásia de certos grupos culturais e religiosos e de pessoas com deficiências físicas e mentais continuou de forma mais discreta até o final da Segunda Guerra Mundial. Os métodos usados inicialmente em hospitais alemães, como injeções letais e envenenamento por gás engarrafado, foram expandidos para formar a base para a criação de campos de extermínio, onde câmaras de gás foram construídas do zero para conduzir o extermínio de judeus, ciganos, comunistas, anarquistas e dissidentes políticos.

## História

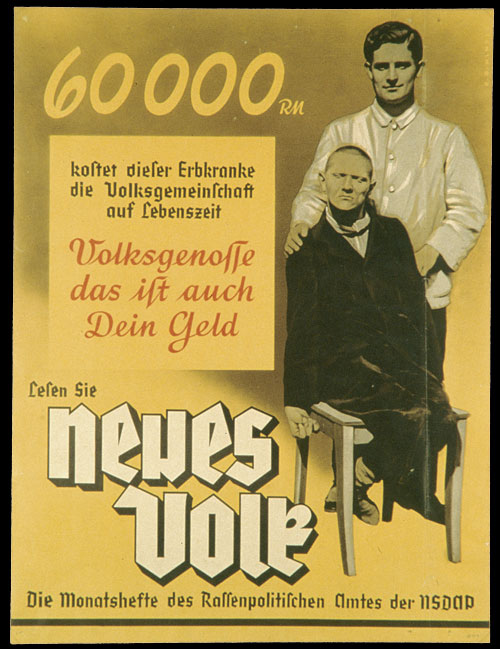
Pôster de cerca de 1938, onde diz: 60 000 Reichsmark é o que esta pessoa que sofre de um defeito hereditário custa à comunidade do povo durante sua vida. Colega cidadão, esse dinheiro também é seu. Leia Neues Volk, a revista mensal do Gabinete de Política Racial do NSDAP."

A expressão apareceu pela primeira impressa em um título de um livro de 1920, Die Freigabe der Vernichtung Lebensunwerten Lebens (Permitindo a Destruição da Vida Indigna de Ser Vivida) por dois professores, o jurista Karl Binding (aposentado da Universidade de Leipzig) e o psiquiatra Alfred Hoche da Universidade de Freiburg, durante a antiga República de Weimar. De acordo com Hoche, algumas pessoas vivas com danos cerebrais, deficientes intelectuais, autistas (embora não reconhecidos como tais na época) e doentes psiquiátricos estavam "mentalmente mortos", eram "lastro humano" e "conchas vazias de seres humanos". Hoche acreditava que matar essas pessoas era útil. Algumas pessoas eram simplesmente consideradas descartáveis. Mais tarde o extermínio foi estendido a pessoas consideradas "racialmente impuras" ou "racialmente inferiores" de acordo com o pensamento nazista.
O conceito culminou nos campos de extermínio nazistas, instituídos para matar sistematicamente aqueles que eram indignos de viver de acordo com os ideólogos nazistas. Também justificou vários programas de experimentação humana e eugenia, bem como as políticas raciais nazistas.

## Desenvolvimento do conceito
De acordo com o autor de Medical Killing and the Psychology of Genocide, o psiquiatra Robert Jay Lifton, a política passou por uma série de iterações e modificações: 
Das cinco etapas identificáveis pelas quais os nazistas executaram o princípio da "vida indigna de ser vivida", a esterilização coercitiva foi a primeira. Seguiu-se o assassinato de crianças "deficientes" em hospitais; e depois a morte de adultos "deficientes", a maioria pegos de hospitais psiquiátricos, em centros especialmente equipados com gás de monóxido de carbono. Este projeto foi estendido (nos mesmos centros de extermínio) aos "deficientes" internos dos campos de concentração e extermínio e, finalmente, aos extermínios em massa nos próprios campos de exterminação.